# め組 (バンド)
め組(メグミ)は、日本のロックバンドである。バンド名はボーカルの菅原達也が、メンバーに「恵まれた」と思ったことから取られている。

## メンバー
菅原達也  (すがわら たつや、1989年8月8日（35歳） - )
ボーカル、ギター、作詞、作曲担当。千葉県出身。元さよなら、また今度ねメンバー。
全ての楽曲の作詞、作曲を担当している。映像編集も得意とし、バンドのMVも自身で監督を務めることもある。
富山 京樹 (とみやま きょうじゅ、1994年10月23日（30歳） - )
ギター、コーラス担当。静岡県出身。日本工学院専門学校ミュージックアーティスト科プレイヤーコース卒。
写真、読書、映画鑑賞、ゲーム、コーヒーが趣味。虹のコンキスタドールのファンである。
久佐賀 麗 (くさが うらら、1997年9月11日（27歳） - )
キーボード、コーラス担当。富山県出身。洗足学園音楽大学音楽学部ロック＆ポップスコース卒。
マイペースな性格で、チャームポイントは笑うとなくなる目。服が好きなことからアパレル店員の経験もある。小学校時代からベッキーのファンである。
2021年4月24日の 「ME-GUMI ONEMAN LIVE 2021 -Say Hello!-」にて正式加入。
寺澤 俊哉 (てらさわ としや、1989年10月7日（35歳） - )
ベース、コーラス担当。東京都出身。中央大学理工学部卒。
J.S.A.認定ワインエキスパートの資格を持っている。ボルダリング、キャンプ、ボードゲームが趣味。
2018年12月29日のCOUNTDOWN JAPAN 18/19にて正式加入。

## 来歴
2015年7月に菅原達也を中心に結成。
2016年2月に1stシングル「500マイルメートル／マイ・パルプフィクション」をリリースし、各地のイベントやフェスに出演。
同年7月には1stフルアルバム「恵」を発表し、9月にはTSUTAYA O-WESTにて初のワンマンライブ「恵の嫁入り」を成功させた。さらに同年12月14日に配信限定シングル「放課後色」をリリースした。
2017年7月14日には「お化けだぞっておどかして」をリリースし、同日にTSUTAYA O-NESTにてニューシングル発売記念企画「7月のお化け屋敷は８月より怖いぞ」を成功させた。対バンにはONIGAWARAをむかえた。同日には会場にて「お化けだぞっておどかして」のPVの公開、同年10月25日の2ndフルアルバム「僕だってちゃんとしたかった人達へ」のリリース発表、バンド初となる東名阪ワンマンツアー「僕だってちゃんとしたかった人達へ～ツアーはちゃんと！ツアー～」の発表がされた。
2018年5月18日、下山拓也、大熊諒が脱退。
2018年10月、1st Mini Album「Amenity Wear」リリース。
同年11月にはワンマンライブツアー「め組 “Amenity” ワンマンツアー ～セイイェーイって言ってる場合じゃない！～」を全国６ヶ所で行う。
2018年12月29日、寺澤俊哉、外山宰が加入。
2019年10月、2nd Mini Album「ユエアイ」をリリースし、
同年11月から「“愛ゆえに、ユエアイ”ツアー」を全国６ヶ所で行う。
2020年7月、バンド結成5周年を記念した配信ライブ「め組の5年感LIVE -みんなで決めよう! BEST5!」を開催。
9月30日約1年ぶりの新曲となるDigital Single「YOLO」リリース、10月4日には約10ヶ月ぶりとなるワンマンライブ「め組 LIVE 2020 -YOLO-」を開催。
2021年4月24日、出嶋早紀が脱退。久佐賀麗が加入。
2022年春、3rd Mini Album 「LOVE」リリース、東名阪ワンマンツアー「ME-GUMI LIVE TOUR 2022 -LOVE-」を開催。
2023年6月、「ME-GUMI ONEMAN LIVE 2023 -ANARCHY IN THE LIVE HOUSE-」を開催。
2024年2月より東名阪3都市を周るワンマンツアー「ME-GUMI LIVE TOUR 2024 -七変化-」を開催。渋谷公演ではソールドアウトを記録。
同年7月には、「ME-GUMI ONEMAN LIVE 2024 -ネクスト10-」を渋谷・TOKIO TOKYOで開催しソールドアウトを記録。
同年10月からは秋の3ヶ月連続リリースとして、Digital Single「タソガレモード」「はっとすりゃ喜劇」「いちぬけぴ」をリリース。
2024年12月9日、外山宰が脱退。
2025年1月より東名阪3都市を周るワンマンツアー「ME-GUMI LIVE TOUR 2025 -MK5-」を開催。
渋谷公演ではソールドアウトを記録し、大盛況で終えた。

## ディスコグラフィー

### シングル

#### 配信限定シングル
|     | 発売日         | タイトル                 | 規格                   | 収録アルバム                     | レーベル             |
| --- | -------------- | ------------------------ | ---------------------- | -------------------------------- | -------------------- |
| 1st | 2016年12月14日 | 放課後色                 | デジタル・ダウンロード | 僕だってちゃんとしたかった人達へ | Ren'dez-vous records |
| 2nd | 2017年7月14日  | お化けだぞっておどかして | デジタル・ダウンロード | 僕だってちゃんとしたかった人達へ | Ren'dez-vous records |
| 3rd | 2020年9月30日  | YOLO                     | デジタル・ダウンロード | LOVE                             | RO JAPAN RECORDS     |
| 4th | 2022年1月26日  | あの恋をなぞれば         | デジタル・ダウンロード | LOVE                             | RO JAPAN RECORDS     |
| 5th | 2022年2月23日  | 愛し、愛され             | デジタル・ダウンロード | LOVE                             | RO JAPAN RECORDS     |
| 6th | 2023年9月20日  | 咲きたい                 | デジタル・ダウンロード | 七変化                           | RO JAPAN RECORDS     |
| 7th | 2024年10月9日  | タソガレモード           | デジタル・ダウンロード | SUPER ME-GUMI COLLECTION         | RO JAPAN RECORDS     |
| 8th | 2024年11月13日 | はっとすりゃ喜劇         | デジタル・ダウンロード | SUPER ME-GUMI COLLECTION         | RO JAPAN RECORDS     |
| 9th | 2024年12月18日 | いちぬけぴ               | デジタル・ダウンロード | SUPER ME-GUMI COLLECTION         | RO JAPAN RECORDS     |

## ミュージックビデオ
| 監督                | タイトル                     | 備考                                                                          |
| ------------------- | ---------------------------- | ----------------------------------------------------------------------------- |
| 菅原達也            | 「500マイルメートル」        |                                                                               |
| 菅原達也            | 「マイ・パルプフィクション」 |                                                                               |
| 菅原達也            | 「余所見」                   |                                                                               |
| 菅原達也            | 「お化けだぞっておどかして」 |                                                                               |
| 菅原達也            | 「ぼくらの匙加減」           |                                                                               |
| 菅原達也            | 「5.4.3.2.1」                |                                                                               |
| 菅原達也            | 「駄々」                     |                                                                               |
| 菅原達也            | 「故愛(ゆえあい)」           |                                                                               |
| 菅原達也            | 「Bad Night Dancer」         |                                                                               |
| 菅原達也            | 「お茶の子再々！」           | 出演 : Orono (SUPERORGANISM)                                                  |
| 菅原達也            | 「さたやみ」                 | 出演 : 国崎和也(ランジャタイ)                                                 |
| 菅原達也            | 「タソガレモード」           |                                                                               |
| 菅原達也            | 「いちぬけぴ」               |                                                                               |
| 高橋健人            | 「悪魔の証明」               |                                                                               |
| フカツマサカズ      | 「放課後色」                 |                                                                               |
| フカツマサカズ      | 「咲きたい」                 | 伊勢丹新宿店 新宿出店90周年「新宿90スナップ」コラボソング 出演 : ランジャタイ |
| 加藤マニ            | 「ござる」                   | 出演 : 和牛                                                                   |
| 加藤マニ            | 「春風5センチメンタル」      |                                                                               |
| 夏目現              | 「Amenity」                  | 出演 : 大石楓夏                                                               |
| 鈴木太一            | 「YOLO」                     |                                                                               |
| D.O.P：柿本ケンサク | 「あの恋をなぞれば」         |                                                                               |
| D.O.P：柿本ケンサク | 「愛し、愛され」             |                                                                               |
| Robert Strange      | 「はっとすりゃ喜劇」         |                                                                               |

## タイアップ一覧
| 使用年 | 曲名                     | タイアップ                                                    |
| ------ | ------------------------ | ------------------------------------------------------------- |
| 2016年 | 500マイルメートル        | テレビ東京系『JAPAN COUNTDOWN』2016年2月度エンディングテーマ  |
| 2016年 | マイ・パルプフィクション | テレビ東京系『JAPAN COUNTDOWN』2016年3月度オープニングテーマ  |
| 2016年 | 悪魔の証明               | テレビ東京系『JAPAN COUNTDOWN』2016年7月度エンディングテーマ  |
| 2016年 | 余所見                   | NHK-FM『ミュージックライン』2016年8・9月度オープニングテーマ  |
| 2017年 | 放課後色                 | テレビ東京系『JAPAN COUNTDOWN』2017年1月度オープニングテーマ  |
| 2017年 | お化けだぞっておどかして | テレビ東京系『JAPAN COUNTDOWN』2017年7月度オープニングテーマ  |
| 2017年 | ござる                   | テレビ東京系『JAPAN COUNTDOWN』2017年10月度オープニングテーマ |
| 2018年 | Amenity                  | テレビ東京系『JAPAN COUNTDOWN』2018年10月度オープニングテーマ |
| 2019年 | 5.4.3.2.1                | テレビ東京系『JAPAN COUNTDOWN』2019年1月度オープニングテーマ  |
| 2019年 | 春風５センチメンタル     | テレビ東京系『JAPAN COUNTDOWN』2019年10月度オープニングテーマ |
| 2020年 | 駄々                     | テレビ東京系『JAPAN COUNTDOWN』2020年5月度エンディングテーマ  |
| 2022年 | 愛し、愛され             | NHK-FM『ミュージックライン』2022年2・3月度オープニングテーマ  |
| 2023年 | 咲きたい                 | 伊勢丹新宿出店90周年記念企画『90スナップMovie』コラボソング   |